# Серафим (Юшков)
Епископ Серафим (в миру Владимир Иванович Юшков; 1 [13] апреля 1864, село Ивашеевка, Лукояновский уезд, Нижегородская губерния — 1952, Малоярославец) — епископ Русской православной церкви. Отец известного историка и историка русского права С. В. Юшкова.

## Биография
Родился в 1864 году в семье причётника Ивашеевской церкви Ивана Павловича Юшкова и его жены Александры Ивановны. Его отец родился в 1845 году в селе Юшково, Лукояновского уезда Нижегородской губернии в семье дьячка и, окончив Арзамасское духовное училище, служил причётником, псаломщиком и диаконом в приходах Лукояновского уезда Нижегородской епархии; в 1895 году перевёлся в Пензенскую епархию с назначением диаконом в село Пушкино Саранского уезда.
Владимир окончил духовную семинарию (1886 год). 1 марта 1887 года был рукоположен в сан иерея. Позднее упоминается как протоиерей. В 1897 году он хотел принять сан монаха в Донском монастыре. Благодаря знакомству с епископом Гурием, а затем и с M. M. Стасюлевичем смог переехать в Санкт-Петербург, где стал работать законоучителем и настоятелем церкви при Василеостровском с двенадцатью соединёнными классами городском начальном училище на углу 7-й линии и Среднего проспекта с домовой церковью на Васильевском острове. Преподавал до мая 1918 г., когда был уволен новой властью за ненадобностью преподавания «Закона Божьего».
28 августа 1924 года в храме Богоявления Господня, что в Елохове хиротонисан во епископа Саранского, викария Пензенской епархии. Хиротонию возглавил патриарх Тихон.
Подал прошение на имя Патриаршего Местоблюстителя митрополита Петра (Полянского): «Ввиду моего затруднительного положения, не имея возможности иметь местопребывание в городе Саранске, я прошу Вас, Ваше Высокопреосвященство, дать мне другое назначение».
Митрополит Нижегородский Сергий (Страгородский) в письме Патриаршему Местоблюстителю митрополиту Петру написал: «Против кандидатуры Преосв[ященного] Серафима я ничего не имею и рад его иметь соработником. Вопрос только в том, удастся ли ему устроиться там с гражданской властью. Пусть он сам об этом наводит справки. Если да, то очень буду рад его назначению».
12/25 июля 1925 года резолюцией митрополита Петра назначен епископом Лукояновским, викарием Нижегородской епархии.
В 1925 году был приглашён обновленцами на диспут, но категорически отказался от него.
С 25 сентября 1929 года — епископ Кузнецкий.
22 октября 1935 года уволен на покой.
В 1930-е годы подвергался репрессиям, но спасён сыном. По воспоминаниям С. В. Юшкова его отец находился в Малоярославце в период его оккупации войсками Вермахта с 18 октября 1941 по 2 января 1942 года, а с 3.09.1942 по 1.10.1943 г. — в Алма-Ате. Последние годы жизни не совершал богослужения, жил в Малоярославце, где скончался до 1 июня в 1952 году и был похоронен на городском кладбище.

## Архивы
- АУФСБ, дд.№ 8869-п, 9671-п, 9560-п, 617-п.
- Государственный архив Самарской области. ф.779, оп.2, д.2453, л.42-46.
- Государственный архив Пензенской области. ф. 182. оп.1.д.2523, л.330.